# 메디컬잡
메디컬잡은 대한민국의 ‘의료 HR포털’이다. 2000년 9월 국내 최초의 '의사(MD)·의료취업포털'을 모토로 인터넷 서비스를 시작했다.

## 개요
메디컬잡은 의사, 한의사, 치과의사, 약사, 간호사, 간호조무사, 물리치료사, 방사선사, 임상병리사, 코디네이터, 원무행정직 등 보건의료계 전반에 걸친 리크루팅(구인구직) 정보를 전문적으로 다루고 있다. 병의원 개원입지정보, 병원 인테리어, 닥터론, 팜론 정보, 닥터 헤드헌팅 정보 등 MD(medical doctor)를 겨냥한 전문 콘텐츠들도 제공한다. 또 보건의료 관련 설문조사 내용에 대한 각종 통계 및 분석자료를 발표하기도 한다.

## 제휴 기관
메디컬잡은 한국산업인력공단(월드잡), 한국고용정보원, 인크루트, 한국경제TV, 파인드잡, 가로수닷컴, 리크루트, 헬스조선, 커리어, 사람인, 노사공동 재취업지원센터, 메디포뉴스, 뉴스에듀, 샵마넷, 닥플, 잡월드, 헬로잡, 대한개원의협의회 등 국내 주요 기관에 보건의료계 채용정보를 공급하고 있다.

## 의대생 성추행 사건과 병원취업 달라진 점
메디컬잡은 고대 의대생 성추행 사건 이후 주요 병원의 의료인 채용공고에서 전과는 달라진 규정이 눈에 띄기 시작했다고 밝혔다. 즉 성범죄 이력자는 주요 의료기관 지원 자체가 불가하다는 점이다. 2012년 8월부터 시행되고 있는 ‘의료인 성범죄 경력 조회 제도’는 성범죄로 형 또는 치료감호를 선고받아 확정된 의료인의 의료기관 취업을 형 종료이후 10년간 제한하는 것이다. 의료기관은 이미 취업중이거나 취업을 원하는 의료인에 대하여 성범죄 경력을 조회할 의무를 갖는다. 이전까지 취업자의 성범죄경력조회는 아동·청소년 관련 교육기관의 종사자를 주 대상으로 하고 있었으나, 2011년 고대 의대생 성추행 사건 등으로 의료인의 성윤리의식에 대한 불안감이 증폭되면서 그 대상이 의료기관과 의료인까지 확대됐다.

## 메디컬잡 통계

### 병원 선택의 기준
환자나 보호자가 병원을 선택하는 기준은 무엇보다 의료진의 ‘실력’인 것으로 나타났다. 메디컬잡이 일반인 310명을 대상으로 ‘질병치료를 위한 병원선택의 주요 요인’을 주제로 설문조사를 한 결과 전체의 70%가 ‘의료진의 실력과 전문성’을 꼽았다. 다음으로 질병에 대한 친절한 설명 및 서비스 등 ‘의료진의 친절함’을 꼽은 사람이 19%를 차지했다. 반면 ‘좋은 의료시설’을 지목한 응답자는 7.7%에 불과했으며 ‘집이나 직장에서 가까운 병의원’, ‘주위의 권유’ 등의 응답은 소수에 그쳤다.

### 醫師 "미래보장은 옛말"…위상 추락
혹독한 전공의 수련과정을 마치고 전문의가 되면 잘 나갈 줄 알지만 이제 옛날 얘기가 돼가고 있는게 현실. 수년 전부터 개원가에 불어닥친 불황으로 간호사 월급조차 주기 힘든 의원이ㅣ속출하고 있다. 개원시장이 침체함에 따라 대학병원이나 중대형병원의 월급의사(봉직醫)로 취업하려는 의사들이 크게 늘어나고 있지만 병원들이 감량경영에 나서는 바람에 이들의 취업문은 갈수록 좁아지고 있다.

### 개원준비 의사 최대 고민은 '입지선정'ㅛ
개원을 준비하는 의사들은 병원 입지 선정을 가장 많이 고민하는 것으로 나타났다. 메디컬잡이 개원준비 의사, 치과의사 98명을 대상으로 '개원준비과정에서 가장 힘든 점'을 묻는 설문조사를 한 결과 72.5%가 입지선정을 꼽았다. △자금마련(14.3%) △인테리어(7.1%) △각종 장비선정·구입(4.1%) △직원채용·기타(2%)의 순으로 조사됐다.

### 의사들이 직업에 회의 느낄 때
우리나라 의사들이 가장 많이 직업적으로 회의를 느끼는 경우는 의사직종에 대한 사회적 편견 속에 제대로 대접받지 못할 때인 것으로 조사됐다. 메디컬잡이 의사, 치과의사 등 회원 의사 110명을 대상으로 '의사라는 직업에 회의가 들 때'에 대해 설문조사를 실시한 결과, 전체의 40%가 ‘사회적 편견 속에 제대로 대우·존중받지 못할 때’를 꼽았다. 의사의 사회적 지위나 명예가 많이 떨어졌다고 자조하는 의사들이 그만큼 많다는 의미로 풀이된다. 이어 '일에 비해 보수가 적을 때'(23.6%), '최선을 다한 치료에도 불구, 환자의 건강이 악화되거나 사망했을 때'(20%), '환자나 보호자와 갈등이 생겼을 때'(11.8%), '동료나 타 의료인과 갈등이 생겼을 때'(4.5%) 등의 순이었다.

### 인맥취업에 대한 의료인 인식
메디컬잡이 의사, 간호사, 간호조무사, 약사, 기타 의료인 등 보건의료계 구직자 227명을 대상으로 인맥 취업 인식에 대한 설문조사를 실시한 결과, "인맥도 능력"이라는 긍정적 응답이 72.2%에 달했다. "불공평하고 부당하다"는 응답은 22%에 불과했다. '인맥을 통해 취업기회가 주어진다면 어떻게 하겠냐'는 질문에는 81.1%가 '취업하겠다'고 응답했다. '부당한 방법이므로 취업하지 않겠다' 11.5%, '다른 곳에 취업될 때까지만 임시로 일하겠다' 7.5%의 순이었다.

## 같이 보기
- 한국산업인력공단
- 보건복지부
- 고용노동부
- 대한의사협회
- 전국의사총연합
- 서울대학교병원

## 의료기관
- 서울대학교병원
- 서울대학교어린이병원
- 연세대학교의과대학 세브란스병원 보관됨 2013-03-13 - 웨이백 머신
- 고려대학교의료원
- 삼성서울병원
- 서울아산병원

## 환우단체
- (사)한국희귀·난치성질환연합회
- UC사랑회:궤양성대장염 환우회 보관됨 2020-07-21 - 웨이백 머신
- 크론환우회
- 베체트환우회
- 한국 강직성척추염 협회